# Cheshmeh Khūrzan
Cheshmeh Khūrzan (persiska: چِشمِه مُشگ اَبَد, چَشمِه, چشمه خورزن) är en ort i Iran.   Den ligger i provinsen Markazi, i den centrala delen av landet, 200 km sydväst om huvudstaden Teheran. Cheshmeh Khūrzan ligger 1 776 meter över havet och antalet invånare är 341.
Terrängen runt Cheshmeh Khūrzan är lite kuperad. Runt Cheshmeh Khūrzan är det ganska tätbefolkat, med 120 invånare per kvadratkilometer. Närmaste större samhälle är Dāvūdābād, 19,8 km väster om Cheshmeh Khūrzan. Trakten runt Cheshmeh Khūrzan består i huvudsak av gräsmarker.